# Indigofera tenuipes
Indigofera tenuipes är en ärtväxtart som beskrevs av Roger Marcus Polhill. Indigofera tenuipes ingår i släktet indigosläktet, och familjen ärtväxter. Inga underarter finns listade i Catalogue of Life.